# Hyposmocoma oxypetra
Hyposmocoma oxypetra là một loài bướm đêm thuộc họ Cosmopterigidae. Nó là loài đặc hữu của Oahu. Loài địa phương ở the Pacific Heights in Honolulu.